# Francesca Segal
Francesca Segal (Londra, 1980) è una scrittrice e giornalista britannica.

## Biografia
Figlia dello scrittore Erich Segal, è nata nel 1980 a Londra dove vive e lavora.
Dopo il diploma al St Hugh's College di Oxford ha lavorato come giornalista per il Tatler e l'Observer scrivendo anche per Guardian, Vogue e Financial Times.
Ha esordito nella narrativa nel 2012 con il romanzo La cugina americana vincendo un Premio Costa e un Betty Trask Award.
Dopo il romanzo L'età ingrata, storia d'amore con risvolti drammatici, con la sua terza opera, il memoir 56 giorni, ha raccontato la nascita dei suoi gemelli nati prematuri di 10 settimane.

## Opere
- La cugina americana (The Innocents), Torino, Bollati Boringhieri, 2012 traduzione di Manuela Faimali ISBN 978-88-339-2316-1.
- L'età ingrata (The Awkward Age), Torino, Bollati Boringhieri, 2017 traduzione di Manuela Faimali ISBN 978-88-339-2899-9.
- 56 giorni (Mothership, 2019), Torino, Bollati Boringhieri, 2020 traduzione di Manuela Faimali ISBN 978-88-339-3250-7.

## Premi e riconoscimenti
- Costa Book Awards: 2012 vincitrice nella categoria "Romanzo d'esordio" con La cugina americana
- National Jewish Book Award: 2012 vincitrice con La cugina americana
- Betty Trask Award: 2013 vincitrice con La cugina americana
- Sami Rohr Prize for Jewish Literature: 2013 vincitrice con La cugina americana